# Men in Black: Alien Crisis
Pour les articles homonymes, voir Men in Black.
Men in Black: Alien Crisis est un jeu d'action-aventure développé par FunLabs et édité par Activision. Le jeu est sorti le 22 mai 2012 en Amérique du Nord et le 25 mai 2012 en Europe pour les consoles PlayStation 3, Xbox 360, et Wii.

## Synopsis
Peter Delacour, un voleur d'art, est trahi par son boss, un extra-terrestre. Alors, il est recruté par l'Agent O pour devenir un des Men in Black.

## Accueil et critiques
Le jeu a reçu de mauvaises critiques de la part de la Presse spécialisée. Celles-ci déplorent les mauvais graphiques, l'histoire faible en contenu et la jouabilité répétitive du jeu ,.